# Аветисян, Марджан
Марджан Аветисян (род. 9 июля 1982) — армянская актриса.

## Биография
Родилась в 1982 году в городе Мецамор Армянской ССР, отец — инженер, мать — парикмахер.
Окончив школу, в 2002 году поступила в Ереванский государственный институт театра и кино.
В 2005—2020 годах — актриса Ереванского государственного национального академического театра имени Габриэла Сундукяна.
С 2010 года снимается в кино. Успех и широкую известность в Армении принесла актрисе роль в сериале «Фул Хаус».

## Фильмография
- 2010 — Где мой мужчина?
- 2010 — Династия
- 2011 — За гранью
- 2013 — Три жизни
- 2014—2019 — Фул Хаус — мисс Тамара
- 2014 — Прагин
- 2015 — Западня
- 2015 — Север-Юг — Эвелина
- 2016 — Землетрясение — мать Арсена
- 2017 — Тропинка оленей
- 2017 — Ева
- 2018 — Непрощенный — Светлана Калоева, жена Виталия
- 2018 — Отель «Гагарин» — Наземи
- 2018 — Я вернусь — Татевик
- 2019 — Абонент неизвестен